# Flemming Delfs
Flemming Delfs (født 7. september 1951) er en tidligere dansk badmintonspiller.

## Karriere
Flemming Delfs var en af de mest betydende badmintonspillere i 1970'erne. Han blev europamester i herresingle i 1976, 1978 og 1980 og verdensmester i herresingle i 1977.

## Resultater
| Sæson     | Turnering                                                   | Disciplin   | Plads | Navn |
| --------- | ----------------------------------------------------------- | ----------- | ----- | --- |
| 1966/1967 | Danmark: Juniormesterskaber U17                             | Herresingle | 1     | Flemming Delfs, København |
| 1967/1968 | Danmark: Juniormesterskaber U19                             | Mixeddouble | 1     | Flemming Delfs, København / Birte Linneballe, Gentofte                                                                                     |
| 1967/1968 | Danmark: Juniormesterskaber U19                             | Herresingle | 1     | Flemming Delfs, København |
| 1968/1969 | Danmark: Juniormesterskaber U19                             | Herredouble | 1     | Flemming Delfs, København / Hans Røpke, Valby                                                                                              |
| 1968/1969 | Danmark: Juniormesterskaber U19                             | Herresingle | 1     | Flemming Delfs, København |
| 1969      | Europamesterskab for juniorer                               | Herresingle | 1     | Flemming Delfs |
| 1969      | Europamesterskab for juniorer                               | Herredouble | 3     | Flemming Delfs / Hans Roepke |
| 1969/1970 | Danmark: Juniormesterskaber U19                             | Mixeddouble | 1     | Flemming Delfs, København / Anne Berglund, Østerbro                                                                                        |
| 1969/1970 | Danmark: Juniormesterskaber U19                             | Herredouble | 1     | Flemming Delfs, København / Gert Hansen, Amager                                                                                            |
| 1969/1970 | Danmark: Juniormesterskaber U19                             | Herresingle | 1     | Flemming Delfs, København |
| 1972      | Europamesterskab                                            | Herresingle | 3     | Flemming Delfs |
| 1972      | Canada: Internationale mesterskaber                         | Mixeddouble | 1     | Flemming Delfs / Pernille Nedergaard |
| 1973      | India Open                                                  | Herresingle | 2     | Flemming Delfs |
| 1973      | Nordiske mesterskaber                                       | Herredouble | 1     | Flemming Delfs / Elo Hansen |
| 1974      | Europamesterskab                                            | Herredouble | 3     | Elo Hansen / Flemming Delfs |
| 1974      | Europamesterskab                                            | Herresingle | 3     | Flemming Delfs |
| 1974/1975 | Danmark: Singlemesterskaber                                 | Herredouble | 1     | Elo Hansen / Flemming Delfs, Københavns BK                                                                                                 |
| 1974/1975 | Tyskland: Internationale mesterskaber                       | Herresingle | 1     | Flemming Delfs |
| 1975      | Sverige: Internationale mesterskaber                        | Herredouble | 3     | Delfs / Hansen |
| 1975      | Norge: Internationale mesterskaber                          | Herredouble | 1     | Elo Hansen / Flemming Delfs |
| 1975      | Norge: Internationale mesterskaber                          | Herresingle | 1     | Flemming Delfs |
| 1975      | Sverige: Internationale mesterskaber                        | Herresingle | 3     | Delfs |
| 1975      | Nederlandene: Internationale mesterskaber                   | Herresingle | 1     | Flemming Delfs |
| 1975/1976 | Danmark: Singlemesterskaber                                 | Herresingle | 1     | Flemming Delfs, Værløse |
| 1975/1976 | Danmark: Singlemesterskaber                                 | Herredouble | 1     | Elo Hansen, Hvidovre BC / Flemming Delfs, Værløse                                                                                          |
| 1976      | Europamesterskab                                            | Hold        | 1     | Danmark (Flemming Delfs, Jesper Helledie, Steen Skovgaard, Jette Foge, Susan Hansen, Elo Hansen, Gert Hansen, Lene Køppen, Lonny Bostofte) |
| 1976      | England: Internationale mesterskaber - All England          | Herresingle | 3     | Flemming Delfs |
| 1976      | Europamesterskab                                            | Herresingle | 1     | Flemming Delfs |
| 1976      | Nordiske mesterskaber                                       | Herresingle | 1     | Flemming Delfs |
| 1976      | Sverige: Internationale mesterskaber                        | Herredouble | 1     | Flemming Delfs / Elo Hansen |
| 1976      | Nederlandene: Internationale mesterskaber                   | Herresingle | 1     | Flemming Delfs |
| 1976      | Nederlandene: Internationale mesterskaber                   | Herredouble | 1     | Flemming Delfs / Elo Hansen |
| 1976/1977 | Danmark: Internationale mesterskaber                        | Herresingle | 1     | Flemming Delfs |
| 1976/1977 | Danmark: Singlemesterskaber                                 | Herresingle | 1     | Flemming Delfs, Værløse |
| 1977      | England: Internationale mesterskaber - All England          | Herresingle | 1     | Flemming Delfs |
| 1977      | Verdensmesterskab                                           | Herresingle | 1     | Flemming Delfs |
| 1977      | Canada: Internationale mesterskaber                         | Herresingle | 1     | Flemming Delfs |
| 1977/1978 | Danmark: Internationale mesterskaber                        | Herredouble | 1     | Steen Skovgaard / Flemming Delfs |
| 1977/1978 | Danmark: Singlemesterskaber                                 | Herredouble | 1     | Steen Skovgaard, Gentofte BK / Flemming Delfs, Værløse                                                                                     |
| 1978      | Sverige: Internationale mesterskaber                        | Herredouble | 1     | Flemming Delfs / Steen Skovgaard |
| 1978      | Europamesterskab                                            | Herresingle | 1     | Flemming Delfs |
| 1978      | Nordiske mesterskaber                                       | Herredouble | 1     | Flemming Delfs / Steen Skovgaard |
| 1978      | Canada: Internationale mesterskaber                         | Herresingle | 1     | Flemming Delfs |
| 1978      | Nederlandene: Internationale mesterskaber                   | Herresingle | 1     | Flemming Delfs |
| 1978/1979 | Danmark: Internationale mesterskaber                        | Herresingle | 1     | Flemming Delfs |
| 1979      | England: Internationale mesterskaber - All England          | Herresingle | 2     | Flemming Delfs |
| 1979      | Sverige: Internationale mesterskaber                        | Herresingle | 1     | Flemming Delfs |
| 1979      | Sverige: Internationale mesterskaber                        | Herredouble | 1     | Flemming Delfs / Steen Skovgaard |
| 1979      | Nederlandene: Internationale mesterskaber                   | Herresingle | 1     | Flemming Delfs |
| 1979      | English Masters - Evening of Champions at Royal Albert Hall | Herresingle | 2     | Flemming Delfs |
| 1979/1980 | Danmark: Internationale mesterskaber                        | Herredouble | 1     | Steen Skovgaard / Flemming Delfs |
| 1980      | Verdensmesterskab                                           | Herredouble | 3     | Steen Kovgaard / Flemming Delfs |
| 1980      | Europamesterskab                                            | Hold        | 1     | Danmark (Lene Køppen, Kirsten Larsen, Pia Nielsen, Morten Frost, Flemming Delfs, Steen Fladberg, Steen Skovgaard, Anne Skovgaard)          |
| 1980      | Europamesterskab                                            | Herresingle | 1     | Flemming Delfs |
| 1980      | Europamesterskab                                            | Herredouble | 3     | Flemming Delfs / Steen Skovgaard |
| 1980/1981 | Danmark: Singlemesterskaber                                 | Herresingle | 1     | Flemming Delfs, Greve Strand |
| 1980/1981 | Danmark: Singlemesterskaber                                 | Herredouble | 1     | Steen Skovgaard, Gentofte BK / Flemming Delfs, Greve Strand                                                                                |

## Weblinks
- Wikimedia Commons har flere filer relateret til Flemming Delfs

Side om Delfs Arkiveret 5. oktober 2010 hos  Wayback Machine